# Браунсбедра
Браунсбедра (нем. Braunsbedra) — город в Германии, в земле Саксония-Анхальт.
Входит в состав района Зале.  Население составляет 12 069 человек (на 31 декабря 2010 года). Занимает площадь 74,34 км². Официальный код — 15 2 61 008.
Город подразделяется на 13 городских районов. В городском районе Росбах состоялась в 1757 г. Битва при Росбахе.

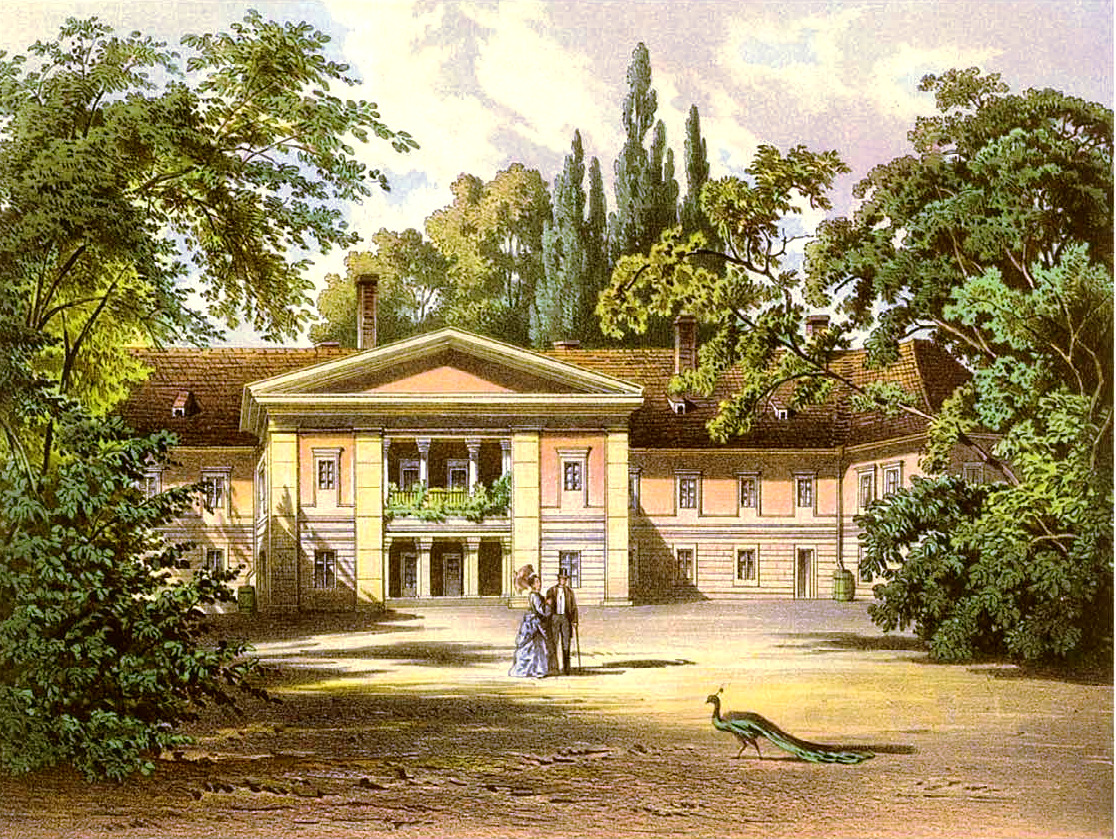
Palace Bedra, around 1860, Edition by Alexander Duncker